# Dihidropiridină
Dihidropiridina (sau 1,4-dihidropiridina) este un compus organic cu formula chimică CH2(CH=CH)2NH. Compusul ca atare este destul de rar, însă derivații 1,4-dihidropiridinici prezintă importanță comercială și biologică. De exemplu, cofactorii NADH și NADPH sunt derivați de 1,4-dihidropiridină. Medicamentele 1,4-dihidropiridinice aparține clasei blocantelor canalelor de calciu de tipul L, fiind utilizate în tratamentul hipertensiunii arteriale. Sunt descriși și uni derivați de 1,2-dihidropiridină.

## Exemple
- Amlodipină
- Clevidipină
- Felodipină
- Lercanidipină
- Nicardipină
- Nifedipină
- Nimodipină
- Nisoldipină
- Nitrendipină
- Nifedipină